# مقاطعة كالامازو (ميتشيغان)
مقاطعة كالامازو، ميتشيغان (بالإنجليزية: Kalamazoo County, Michigan)‏ هي إحدى مقاطعات ولاية ميشيغان في الولايات المتحدة. ، بلغ عدد سكانها 250331 نسمة في عام 2010 حسب إحصاء مكتب تعداد الولايات المتحدة وتصل الكثافة السكانية فيها 164 نسمة/كم2.

## وصلات خارجية
- United States Counties